# مریدیت مونروو
مریدیت مونروو (انگلیسی: Meredith Monroe؛ زادهٔ ۳۰ دسامبر ۱۹۶۹) یک هنرپیشه اهل ایالات متحده آمریکا است.
از فیلم‌های معروف او می‌توان به بازی در فیلم بهترین دوست جدید اشاره کرد.